# Pałac w Pielaszkowicach
Pałac w Pielaszkowicach – zabytkowy pałac w Pielaszkowicach – wsi w Polsce, w województwie dolnośląskim, w powiecie średzkim, w gminie Udanin.

## Historia
Obiekt  wybudowany w  1570 jest częścią zespołu pałacowego, w skład którego wchodzą jeszcze: 
- park ze stawami hodowlanymi z trzeciej ćwierci XVIII w., zmieniony w drugiej połowie XIX w.;
- oficyna mieszkalna z połowy XVIII w.;
- oficyna mieszkalno-gospodarcza z drugiej połowy XIX w.;
- altana, drewniana z drugiej połowy XIX w.;
- spichrz, z początku XX w.